# Annabel (lied)
Annabel is een nummer geschreven door Boudewijn de Groot en Herman Pieter de Boer, dat in juni 1983 op single werd uitgebracht door Hans de Booij.
De plaat wordt gerekend tot de klassiekers uit de Nederpop. Boudewijn de Groot nam zelf in 1995 een eigen versie op voor het album Een nieuwe herfst, die eveneens op single verscheen.

## Compositie
Annabel werd eind jaren 70 geschreven door Boudewijn de Groot en Herman Pieter de Boer. De Groot en De Boer hadden in 1973 voor het eerst samengewerkt op het album Hoe sterk is de eenzame fietser. Nadat De Groot enkele jaren in de Verenigde Staten had doorgebracht, kwam hij eind jaren 70 terug naar Nederland om aan een nieuw Nederlandstalig album te werken. Hij schreef het nummer Annabel. De Groot schreef eerst de muziek en bedacht enkele tekstfragmenten, waaronder de naam Annabel en de zin "Die zie ik nooit meer terug". De Groot vroeg Herman Pieter de Boer de tekst verder uit te werken. De Groot nam het nummer op in tijdens de sessies die zouden leiden tot het album Van een afstand, maar was niet tevreden met het eindresultaat en besloot het nummer niet op het album te plaatsen.

## Versie van Hans de Booij

### Opnamen
In 1983 herinnerde Hans Kusters, manager van Hans de Booij en tevens muziekuitgever van Boudewijn de Groot, zich het nummer en vroeg De Groot of De Booij het ongebruikte nummer mocht opnemen. Kusters liet het nummer, dat oorspronkelijk een licht rocknummer was, opnieuw arrangeren door Ruud van Es en Peter Kommers van de band Nova, die een jaar eerder op Hilversum 3 de nummer 1-positie van de destijds drie landelijke hitlijsten op de nationale publieke popzender behaalden (de Nederlandse Top 40, Nationale Hitparade en de TROS Top 50) met de plaat Aurora. Het tweetal bouwde het nummer in hun High New Street Studio om naar een synthpopnummer, waarna De Booij het van zang voorzag.
In Nederland werd de plaat veel gedraaid op Hilversum 3 en werd een grote hit in de destijds drie landelijke hitlijsten op de nationale publieke popzender. De plaat bereikte in de zomer van 1983 de 3e positie in zowel de Nederlandse Top 40 als de TROS Top 50 en de 4e positie in de Nationale Hitparade. In de Europese hitlijst op Hilversum 3, de TROS Europarade, werd de 13e positie bereikt.
In België bereikte de plaat de 3e positie in de voorloper van de Vlaamse Ultratop 50 en de 5e positie in de Vlaamse Radio 2 Top 30. In Wallonië werd géén notering behaald.
In de jaren daarna groeide de plaat uit tot een klassieker in de Nederpop. De single werd daarna toegevoegd op het begin 1983 verschenen debuutalbum van De Booij. Voor De Booij zou het zijn grootste hit blijken. De opvolger Thuis ben, dat op zijn beurt weer een synthpopbewerking was De Booijs eigen nummer Vermoeden van vrijheid, was op vrijdag 23 december 1983 Veronica Alarmschijf op Hilversum 3 en bereikte nog de 7e positie in zowel de Nederlandse Top 40 als de TROS Top 50 en de 5e positie in de Nationale Hitparade, maar met latere singles wist De Booij nooit meer verder te komen dan de Tipparade.
De Booij, die zich ongelukkig voelde in de gekozen muzikale koers, zette hierna in op een carrière als zanger van chansons en wilde de plaat niet meer spelen. Annabel zou een molensteen om de nek van Hans de Booij worden. Ook al verscheen er nieuw en in zijn ogen beter werk, het publiek wilde maar steeds Annabel. Hij zei zelf, dat hij een blokkade kreeg als hij het moest zingen.
In 2019 kondigde De Booij een comeback aan, waarbij hij aangaf nu vooral met trots terug te kijken op Annabel, dat hij ook weer tijdens concerten ten gehore bracht. In 2023 werd een nieuwe "2.0 versie" uitgebracht.
De sopraansaxofoon, met de solo in het midden van het nummer, werd geblazen door Joep Peeters, jazzmuzikant en leraar Frans aan het Onze Lieve Vrouwelyceum in Breda. Dat is niet de Joep Peeters, die de ene helft van het duo De Twee Pinten vormt. 
Op de B-kant van de single stond het nummer Dominique, dat een eigen compositie van De Booij was.

## Hitnoteringen

### Nederlandse Top 40
| Positie: | 35 | 20 | 13 | 10 | 6 | 3 | 3 | 3 | 5 | 11 | 25 | 37 | uit |

### Nationale Hitparade
| Positie: | 43 | 35 | 14 | 5 | 7 | 6 | 5 | 5 | 4 | 5 | 4 | 10 | 18 | 29 | 48 | uit |

### TROS Top 50
Hitnotering: 21-07-1983 t/m 22-09-1983. Hoogste notering: #3 (1 week).

### TROS Europarade
Hitnotering: 28-08-1983 t/m 18-09-1983. Hoogste notering: #13 (1 week).  

### Vlaamse Radio 2 Top 30
| Positie: | 23 | - | 5 | 12 | 14 | 14 | 5 | 6 | 9 | 16 | uit |

### Vlaamse Ultratop 50
Ryan Paris met Dolce vita en Berdien Stenberg met Rondo russo hielden Hans de Booij van de eerste plaats af.
| Positie: | 30 | 24 | 14 | 9 | 9 | 6 | 3 | 4 | 7 | 14 | 24 | uit |

### NPO Radio 2 Top 2000
| Nummer met noteringen in de NPO Radio 2 Top 2000 | '99 | '00 | '01 | '02 | '03 | '04 | '05 | '06 | '07  | '08 | '09 | '10  | '11 | '12 | '13  | '14  | '15  | '16  | '17  | '18  | '19  | '20  | '21  | '22  | '23  | '24  |
| ------------------------------------------------ | --- | --- | --- | --- | --- | --- | --- | --- | ---- | --- | --- | ---- | --- | --- | ---- | ---- | ---- | ---- | ---- | ---- | ---- | ---- | ---- | ---- | ---- | ---- |
| Annabel                                          | 609 | 945 | 862 | 935 | 665 | 693 | 863 | 952 | 1070 | 854 | 998 | 1180 | 879 | 959 | 1173 | 1227 | 1405 | 1660 | 1666 | 1857 | 1560 | 1497 | 1514 | 1488 | 1440 | 1690 |

1. ↑  Een vetgedrukt getal geeft de hoogste notering aan.

## Versie van Boudewijn de Groot
In 1992 besloot Boudewijn de Groot, acht jaar na het teleurstellende Maalstroom, zijn muzikale carrière nieuw leven in te blazen. Het oorspronkelijke idee om een nieuw album te maken met nieuwe teksten van Lennaert Nijgh liep spaak, doordat het Nijgh niet lukte met nieuwe teksten te komen. Hierop benaderde De Groot andere tekstschrijvers en ging in zijn archieven op zoek naar ouder werk. Hierbij stuitte hij op nummers die hij en Nijgh eerder schreven voor Rob de Nijs en Annabel en Vrolijke violen, twee nummers die hij in de jaren 80 afstond aan Hans de Booij en beiden door Herman Pieter de Boer van tekst werden voorzien.
De Groot nam met zijn band eigen versies op van de twee nummers met producer en arrangeur Jakob Klaasse. De nieuwe versie van Annabel sloot aan bij de manier waarop De Groot het nummer componeerde. Het nummer verscheen op het album Een nieuwe herfst en werd later, samen met het nummer Vrolijke violen op single uitgebracht. De Groots eigen versie haalde hitparades niet.

## Versie van Maarten Cox
In 2005 zette de Vlaming Maarten Cox het op plaat. Hij was destijds zesde geworden in Idool 2004 en mocht zijn album Terugblik opnemen. Daarop een dertien covers. Op dat album staat ook Malle Babbe, een ander nummer van Boudewijn de Groot, dat in Nederland een hit was voor Rob de Nijs.